# Tomás Rebord
Pour les articles homonymes, voir Rebord.
Tomás Rebord, né le 6 juillet 1993 à Almagro, est un avocat, animateur radio, streamer et  écrivain argentin,,.

## Biographie
Dans sa jeunesse, Rebord fait ses premiers pas en politique :  il est membre des organisations de la jeunesse universitaire du mouvement peroniste, dans la Faculté de droit de l'université de Buenos Aires, çà l'époque du gouvernment de Cristina Fernández de Kirchner,.
Après la fin de ses études, il travaille comme avocat avant de commencer son travail comme présentateur de radio.
Rebord est actif dans des moyens de communication argentins depuis 2018, année où il fait sa premier apparition à la radio. En 2022, il démarre son premier programme personnel, MAGA. Le titre du programme est un calembour entre le slogan popularisé par Donald Trump lors de sa campagne présidentielle au 2016, mais transposé en « Make Argentina Great Again » au lieu de Make America Great Again.